# Özlem Kaya
Özlem Kaya (pronunciat [ˈøzlem kaˈja]; (Ardahan, (Turquia) 20 d'abril de 1990) és una corredora de migfondista turca. Fa 1,65 m d'alçada, pesa 49 Kg i és membre del club esportiu Üsküdar Belediyespor a Istanbul, on és entrenada per Aytaç Özbakır.
Kaya es va classificar per participar en els 3000 m obstacles als Jocs Olímpics de Londres 2012.

## Marca personal
- 9:38,32 3000m obstacles - 19 de maig de 2012 Izmir, Turquia[4]